# 86th Street (linea IRT Broadway-Seventh Avenue)
86th Street è una fermata della metropolitana di New York situata sulla linea IRT Broadway-Seventh Avenue. Nel 2019 è stata utilizzata da 5 659 795 passeggeri. È servita dalla linea 1 sempre e dalla linea 2 solo di notte.

## Storia
La stazione venne costruita dall'Interborough Rapid Transit Company (IRT) come parte della prima linea metropolitana sotterranea della città di New York. Fu aperta il 27 ottobre 1904.

## Strutture e impianti
La stazione è sotterranea, ha due banchine laterali e quattro binari, i due esterni per i treni locali e i due interni per quelli espressi. È posta al di sotto di Broadway e non ha un mezzanino, ognuna delle due banchine ospita infatti un gruppo di tornelli con due scale che portano all'incrocio con 86th Street. La banchina in direzione downtown ha un'ulteriore scala con tornelli all'estremità nord che porta nell'angolo sud-ovest dell'incrocio con 87th Street.

## Interscambi
La stazione è servita da alcune autolinee gestite da NYCT Bus.
- Fermata autobus